# Galleria Umberto I

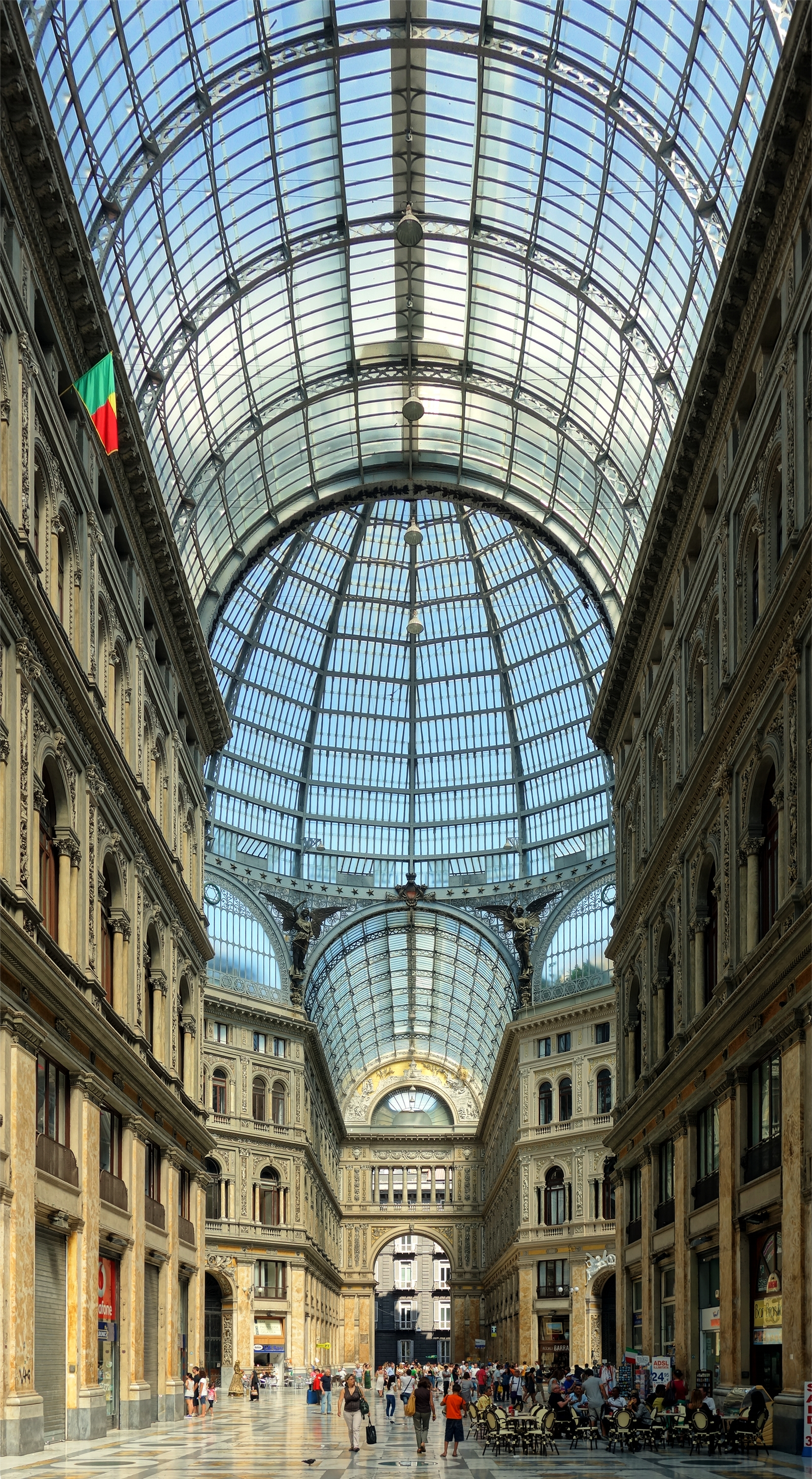
La Galleria Umberto I à Naples.

La Galleria Umberto I est une galerie marchande construite à Naples entre 1887 et 1891.

## Historique
Elle marque le début d'une période de prospérité de la ville qui s'accompagne de la construction de nombreux édifices et qu'on appelle à Naples le risanamento (en français, le réaménagement urbain). Cette période s'achèvera avec la Première Guerre mondiale. Elle a été dessinée par Emanuele Rocco qui employa des éléments architecturaux modernes rappelant la galleria Vittorio Emanuele II de Milan. La galerie porte le nom d'Umberto I du nom du roi de l'Italie lors de sa construction.

## Description
L'organisation spatiale de la galerie mêle des boutiques, les affaires, les caffè et la vie publique d'une façon générale avec les espaces privés d'habitation à partir du troisième niveau. Le plan de la galerie est cruciforme. L'espace public interne, haut et spacieux, est surmonté de voûtes et d'un dôme en verre à structure métallique. Des quatre branches de la galerie, une donne en face de la via Toledo (via Roma), qui est toujours le principal axe vers le centre-ville, et une autre ouvre sur le Teatro San Carlo. La galerie est redevenue un centre actif de la vie napolitaine après plusieurs années de relatif déclin.
La galleria Umberto I a fait l'objet d'un documentaire de la série Architectures réalisé par Stan Neumann.

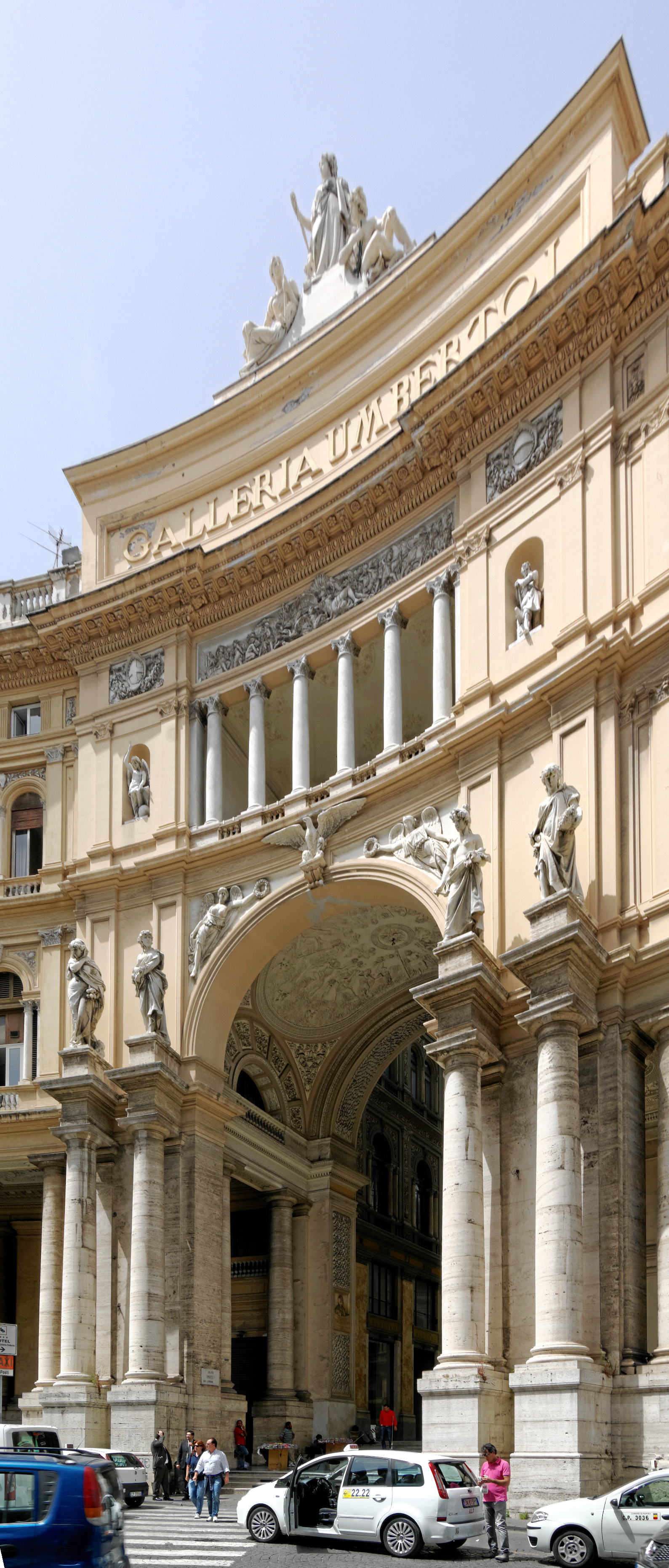
Entrée de la Galleria Umberto I.
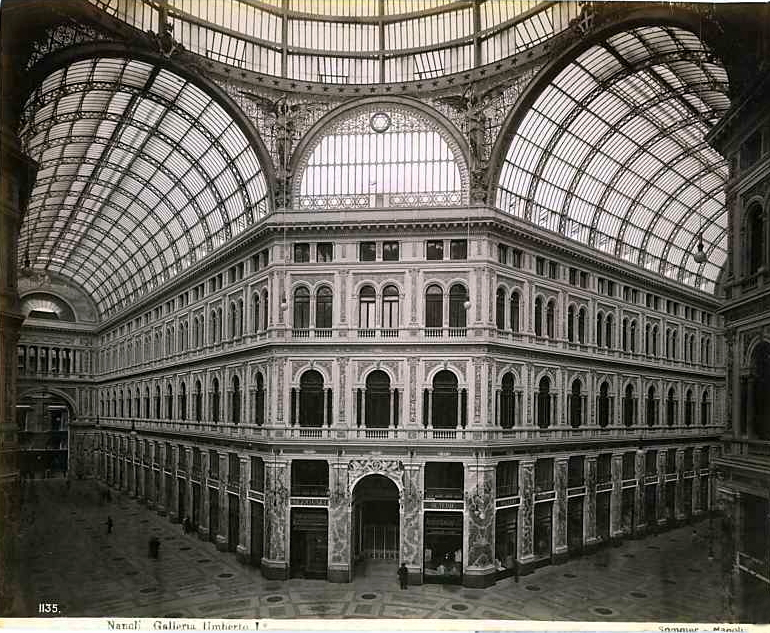
Photographie de la galleria par Giorgio Sommer (1834-1914).
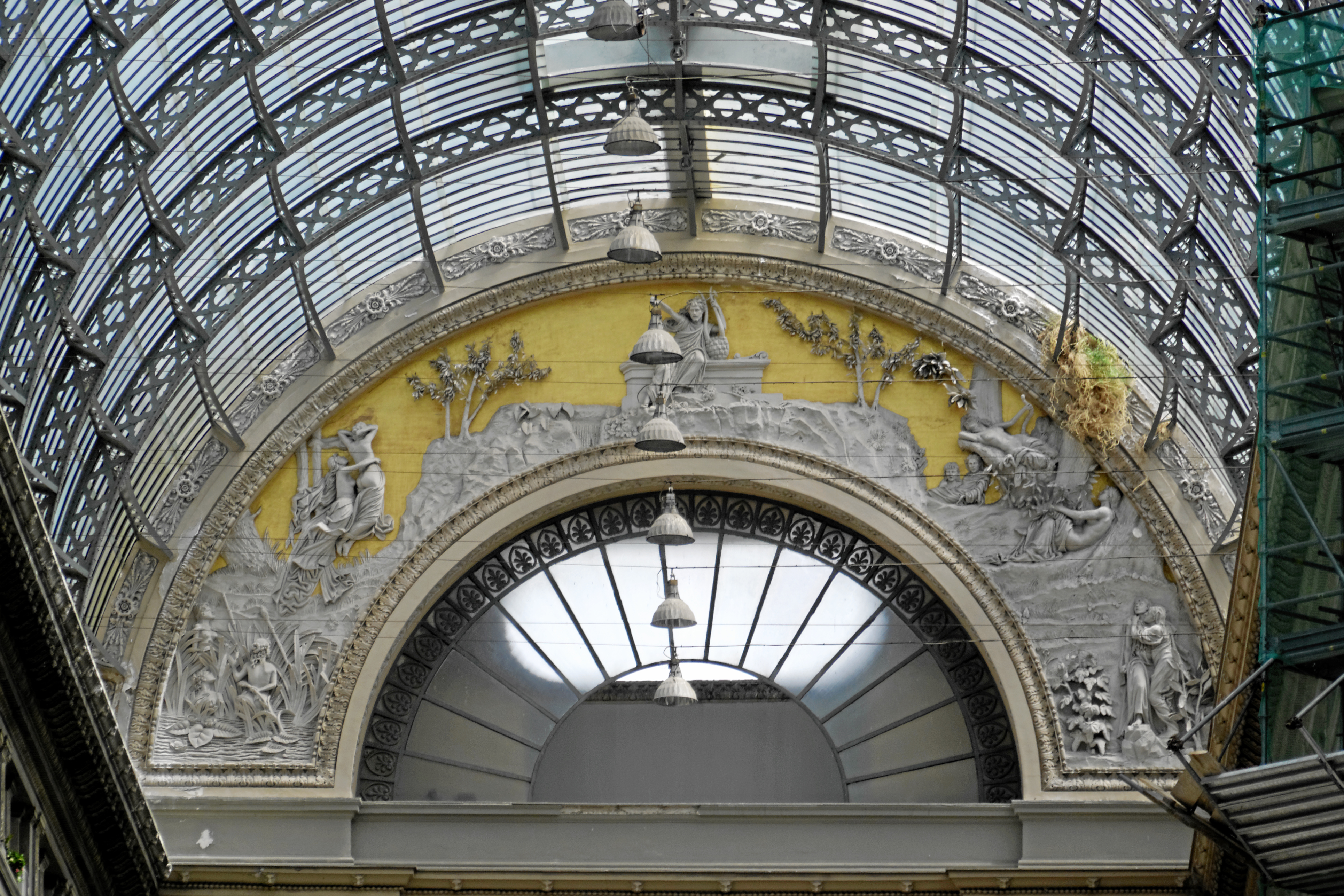
Voûte de l'une des branches.
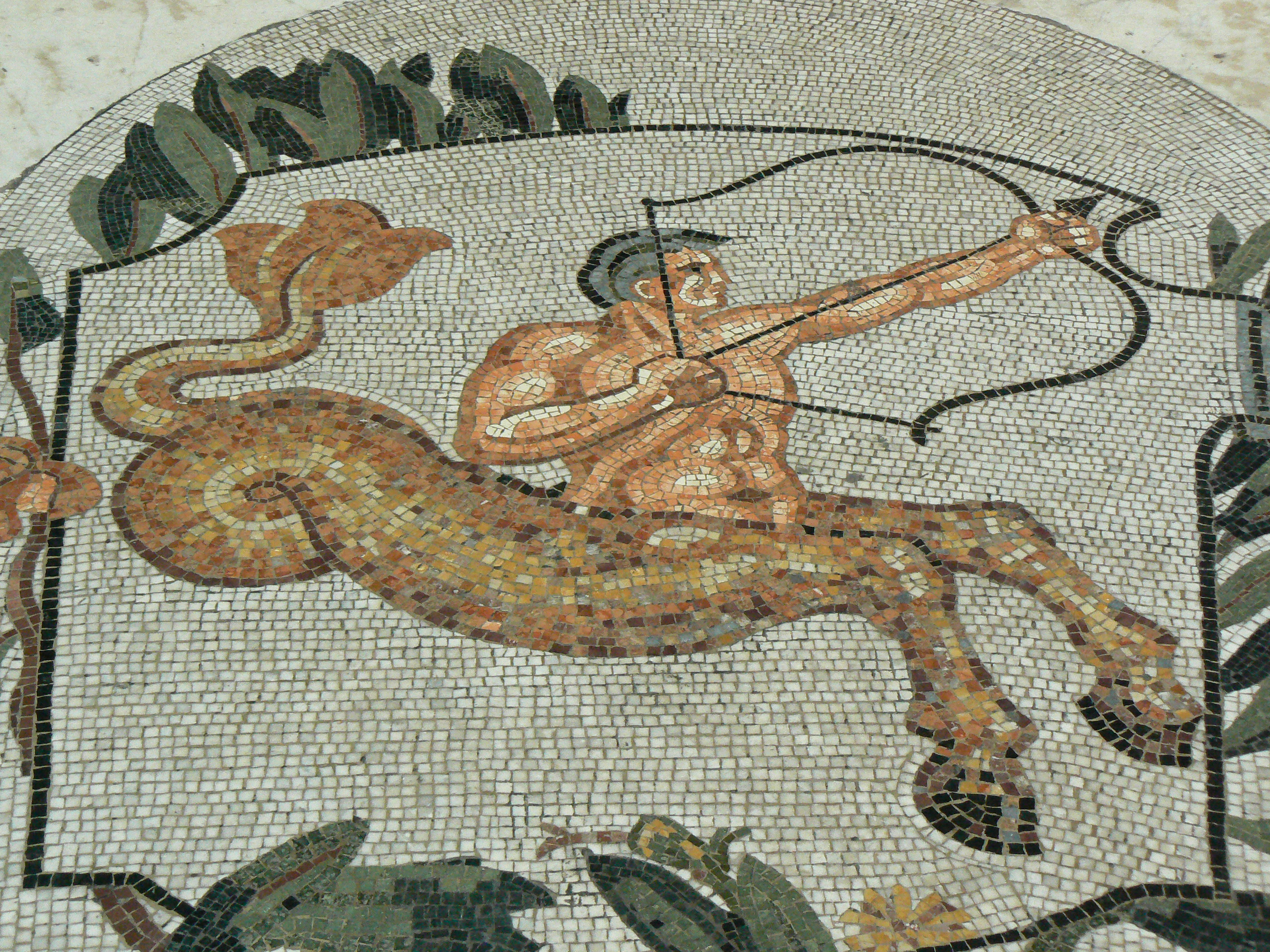
Mosaïque représentant le Sagittaire dans la galerie.
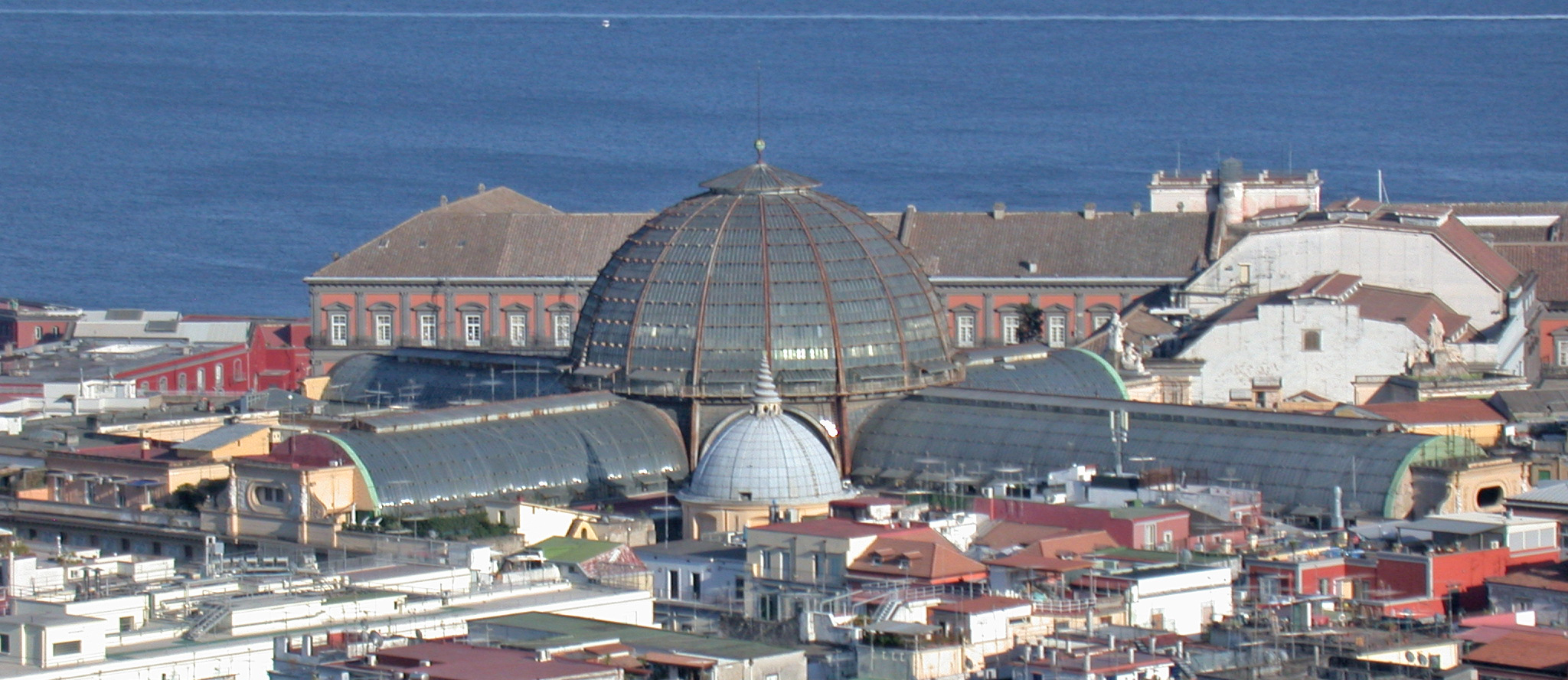
Vue du dôme de verre à structure métallique, depuis la Chartreuse San Martino.
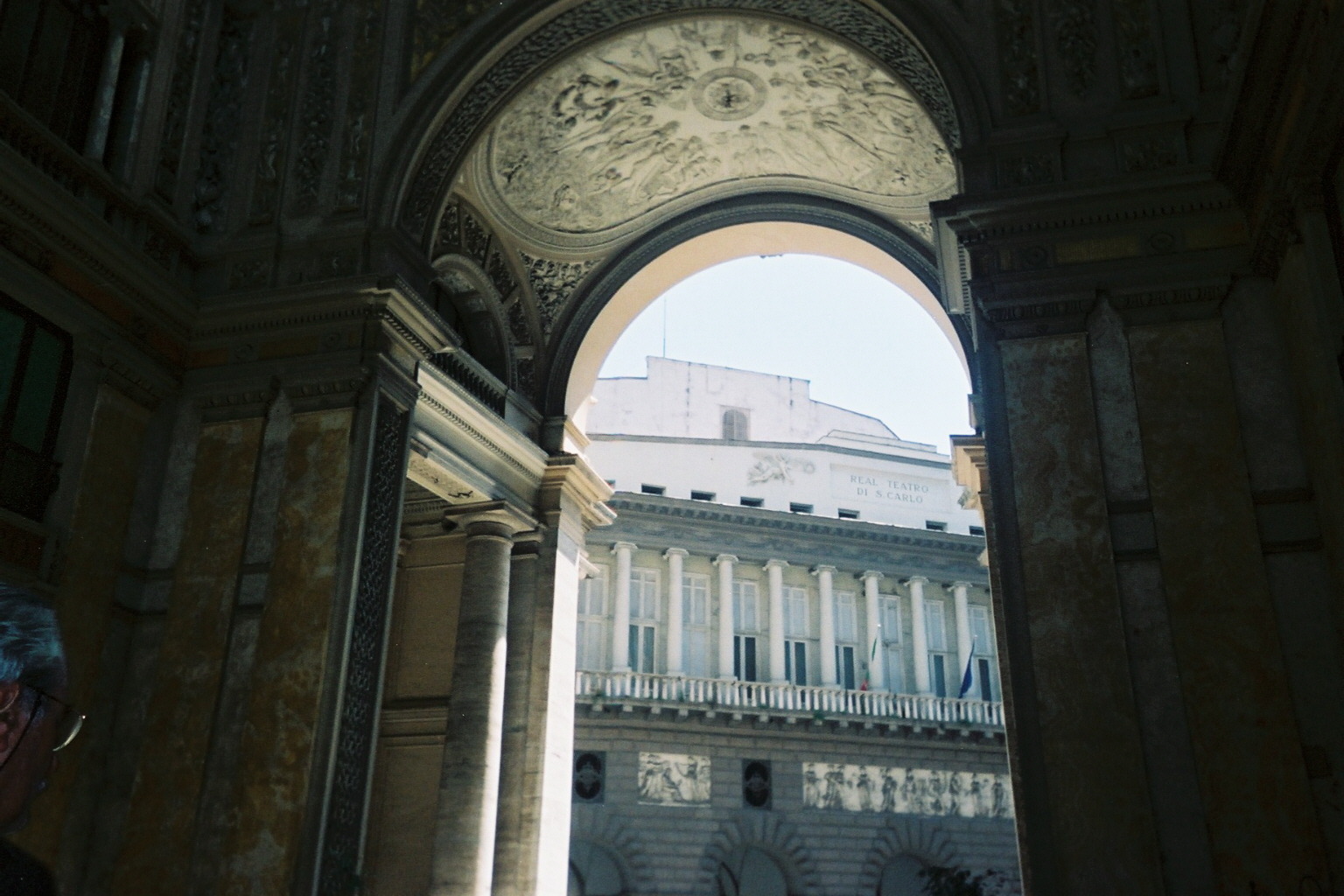
Vue de la façade du Teatro San Carlo depuis la galerie.

## Sources
- (en) Cet article est partiellement ou en totalité issu de l’article de Wikipédia en anglais intitulé « Galleria Umberto I » (voir la liste des auteurs).